# UEFA Women's Nations League 2025
L'UEFA Women's Nations League 2025 è la seconda edizione della UEFA Women's Nations League, una competizione calcistica disputata tra le nazionali maggiori femminili europee. È iniziata il 19 febbraio 2025 e si concluderà il 2 dicembre 2025 con la finale.

## Stagione

### Formula
Le squadre nazionali UEFA sono state suddivise in tre leghe, con 16 squadre nelle leghe A e B e 21 squadre nella Lega C. Le squadre sono assegnate alle leghe in base ai risultati ottenuti nelle qualificazioni al campionato europeo femminile di calcio 2025.
Le leghe sono composte da quattro gruppi di 4 squadre ciascuno. Questo formato garantisce che per tutti i gruppi, le squadre dello stesso gruppo giochino le loro ultime partite contemporaneamente.
Nella Lega A, le squadre competono per diventare campioni della UEFA Nations League femminile. I quattro vincitori dei gruppi della Lega A si qualificano per la fase finale della UEFA Nations League che si gioca in un formato a eliminazione diretta, composto da semifinali, finale per il terzo posto e finale.
Inoltre la competizione prevede promozioni e retrocessioni, che entreranno in vigore durante le qualificazioni a Brasile 2027 (che utilizzeranno una struttura di qualificazione identica). Le vincitrici dei gironi delle Leghe B e C saranno automaticamente promosse, mentre le quarte classificate delle Leghe A e B saranno automaticamente retrocesse. Anche le partite di promozione/retrocessione si svolgeranno in casa e in trasferta, parallelamente alle finali della Nations League femminile, con le vincitrici che passeranno nella lega superiore e le sconfitte che retrocederanno nella lega inferiore. Le terze classificate della Lega A incontreranno le seconde classificate della Lega B, mentre le terze classificate della Lega B incontreranno le seconde classificate della Lega C (a seconda del numero di partecipanti).

## Programma
Di seguito, è riportato il programma della UEFA Nations League femminile 2025.
| Fase                              | Turno           | Date                        |
| --------------------------------- | --------------- | --------------------------- |
| Fase a gironi                     | 1ª giornata     | 21 febbraio 2025            |
| Fase a gironi                     | 2ª giornata     | 25-26 febbraio 2025         |
| Fase a gironi                     | 3ª giornata     | 4 aprile 2025               |
| Fase a gironi                     | 4ª giornata     | 8 aprile 2025               |
| Fase a gironi                     | 5ª giornata     | 30 maggio 2025              |
| Fase a gironi                     | 6ª giornata     | 3 giugno 2025               |
| Fase finale                       | Semifinali      | 20-28 ottobre 2025          |
| Fase finale                       | Finale 3º posto | 26 novembre-2 dicembre 2025 |
| Fase finale                       | Finale          | 26 novembre-2 dicembre 2025 |
| Play-off promozione/retrocessione | Andata          | 22-28 ottobre 2025          |
| Play-off promozione/retrocessione | Ritorno         | 22-28 ottobre 2025          |

## Leghe e squadre partecipanti
Lega A
     Lega B
     Lega C
     Non partecipante
     Esclusa

Divisione delle varie squadre nazionali nelle rispettive leghe.
Lega A
Lega B
Lega C
Non partecipante
Esclusa

53 squadre nazionali UEFA partecipano alla competizione. Gibilterra e Liechtenstein hanno annunciato la propria partecipazione per la prima volta nell'ottobre 2024, non essendosi iscritte all'edizione precedente. Questo è stato il primo torneo internazionale competitivo ufficiale delle squadre femminili gibilterriana e liechtensteiniana. La Russia è sospesa a tempo indeterminato dalle competizioni UEFA e FIFA a causa dell'invasione russa dell'Ucraina, mentre San Marino non ha ancora una nazionale femminile maggiore.
| Lega A (16 squadre) | Lega A (16 squadre) | Lega A (16 squadre)  | Lega A (16 squadre) |
| ------------------- | ------------------- | -------------------- | ------------------- |
| Spagna              | Germania            | Francia              | Italia              |
| Islanda             | Inghilterra         | Danimarca            | Paesi Bassi         |
| Svezia              | Norvegia            | Austria              | Belgio              |
| Portogallo          | Scozia              | Svizzera             | Galles              |
| Lega B (16 squadre) |                     |                      |                     |
| Finlandia           | Rep. Ceca           | Irlanda              | Polonia             |
| Serbia              | Ucraina             | Irlanda del Nord     | Turchia             |
| Croazia             | Ungheria            | Bosnia ed Erzegovina | Slovenia            |
| Romania             | Bielorussia         | Albania              | Grecia              |
| Lega C (21 squadre) |                     |                      |                     |
| Slovacchia          | Azerbaigian         | Malta                | Israele             |
| Kosovo              | Montenegro          | Lussemburgo          | Georgia             |
| Bulgaria            | Lettonia            | Fær Øer              | Armenia             |
| Macedonia del Nord  | Estonia             | Lituania             | Kazakistan          |
| Moldavia            | Cipro               | Andorra              | Gibilterra          |
| Liechtenstein       |                     |                      |                     |

## Sorteggio dei gruppi
Il sorteggio per la fase del torneo si è svolto il 7 novembre 2024 alle 13:00 CET a Nyon in Svizzera.
| Fascia | Squadra     | Prec | Rank |
| ------ | ----------- | ---- | ---- |
| 1      | Spagna      |      | 1    |
| 1      | Germania    |      | 2    |
| 1      | Francia     |      | 3    |
| 1      | Italia      |      | 4    |
| 2      | Islanda     |      | 5    |
| 2      | Inghilterra |      | 6    |
| 2      | Danimarca   |      | 7    |
| 2      | Paesi Bassi |      | 8    |
| 3      | Svezia      |      | 9    |
| 3      | Norvegia    |      | 10   |
| 3      | Austria     |      | 11   |
| 3      | Belgio      |      | 12   |
| 4      | Portogallo  |      | 17   |
| 4      | Scozia      |      | 18   |
| 4      | Svizzera    |      | 15   |
| 4      | Galles      |      | 16   |

| Fascia | Squadra              | Prec | Rank |
| ------ | -------------------- | ---- | ---- |
| 1      | Finlandia            |      | 17   |
| 1      | Rep. Ceca            |      | 18   |
| 1      | Irlanda              |      | 19   |
| 1      | Polonia              |      | 20   |
| 2      | Serbia               |      | 21   |
| 2      | Ucraina              |      | 22   |
| 2      | Irlanda del Nord     |      | 23   |
| 2      | Turchia              |      | 24   |
| 3      | Croazia              |      | 25   |
| 3      | Ungheria             |      | 26   |
| 3      | Bosnia ed Erzegovina |      | 27   |
| 3      | Slovenia             |      | 28   |
| 4      | Romania              |      | 29   |
| 4      | Bielorussia          |      | 30   |
| 4      | Albania              |      | 31   |
| 4      | Grecia               |      | 32   |

| Fascia | Squadra            | Prec | Rank |
| ------ | ------------------ | ---- | ---- |
| 1      | Slovacchia         |      | 33   |
| 1      | Azerbaigian        |      | 34   |
| 1      | Malta              |      | 35   |
| 1      | Israele            |      | 36   |
| 1      | Kosovo             |      | 37   |
| 1      | Lussemburgo        |      | 38   |
| 2      | Montenegro         |      | 39   |
| 2      | Georgia            |      | 40   |
| 2      | Bulgaria           |      | 41   |
| 2      | Lettonia           |      | 42   |
| 2      | Fær Øer            |      | 43   |
| 2      | Armenia            |      | 44   |
| 3      | Macedonia del Nord |      | 45   |
| 3      | Estonia            |      | 46   |
| 3      | Lituania           |      | 47   |
| 3      | Kazakistan         |      | 48   |
| 3      | Moldavia           |      | 49   |
| 3      | Cipro              |      | 50   |
| 4      | Andorra            |      | 51   |
| 4      | Gibilterra         |      | 52   |
| 4      | Liechtenstein      |      | 53   |

| Squadra    | Prec | Rank |
| ---------- | ---- | ---- |
| San Marino |      | —    |

| Squadra | Prec | Rank |
| ------- | ---- | ---- |
| Russia  |      | —    |

Legenda:
 Qualificata al Campionato europeo femminile di calcio 2025.
 Promossa al termine delle Qualificazioni al campionato europeo femminile di calcio 2025.
 Retrocessa al termine delle Qualificazioni al campionato europeo femminile di calcio 2025.

## Lega A

### Gruppo 1
| Pos. | Squadra     | Pt | G | V | N | P | GF | GS | DR  |
| ---- | ----------- | -- | - | - | - | - | -- | -- | --- |
| 1    | Germania    | 16 | 6 | 5 | 1 | 0 | 26 | 4  | +22 |
| 2    | Paesi Bassi | 11 | 6 | 3 | 2 | 1 | 11 | 10 | +1  |
| 3    | Austria     | 6  | 6 | 2 | 0 | 4 | 5  | 16 | -11 |
| 4    | Scozia      | 1  | 6 | 0 | 1 | 5 | 3  | 15 | -12 |

| Squadra     | Germania (bandiera) | Paesi Bassi (bandiera) | Austria (bandiera) | Scozia (bandiera) |
| ----------- | ------------------- | ---------------------- | ------------------ | ----------------- |
| Germania    |                     | 4 - 0                  | 4 - 1              | 6 - 1             |
| Paesi Bassi | 2 - 2               |                        | 3 - 1              | 1 - 1             |
| Austria     | 0 - 6               | 1 - 3                  |                    | 1 - 0             |
| Scozia      | 0 - 4               | 1 - 2                  | 0 - 1              |                   |

### Gruppo 2
| Pos. | Squadra  | Pt | G | V | N | P | GF | GS | DR  |
| ---- | -------- | -- | - | - | - | - | -- | -- | --- |
| 1    | Francia  | 18 | 6 | 6 | 0 | 0 | 14 | 2  | +12 |
| 2    | Norvegia | 8  | 6 | 2 | 2 | 2 | 4  | 5  | -1  |
| 3    | Islanda  | 4  | 6 | 0 | 4 | 2 | 6  | 9  | -3  |
| 4    | Svizzera | 2  | 6 | 0 | 2 | 4 | 4  | 12 | -8  |

| Squadra  | Francia (bandiera) | Islanda (bandiera) | Norvegia (bandiera) | Svizzera (bandiera) |
| -------- | ------------------ | ------------------ | ------------------- | ------------------- |
| Francia  |                    | 3 - 2              | 1 - 0               | 4 - 0               |
| Islanda  | 0 - 2              |                    | 0 - 0               | 3 - 3               |
| Norvegia | 0 - 2              | 1 - 1              |                     | 2 - 1               |
| Svizzera | 0 - 2              | 0 - 0              | 0 - 1               |                     |

### Gruppo 3
| Pos. | Squadra     | Pt | G | V | N | P | GF | GS | DR  |
| ---- | ----------- | -- | - | - | - | - | -- | -- | --- |
| 1    | Spagna      | 15 | 6 | 5 | 0 | 1 | 21 | 8  | +13 |
| 2    | Inghilterra | 10 | 6 | 3 | 1 | 2 | 16 | 6  | +10 |
| 3    | Belgio      | 6  | 6 | 2 | 0 | 4 | 9  | 16 | -7  |
| 4    | Portogallo  | 4  | 6 | 1 | 1 | 4 | 5  | 21 | -16 |

| Squadra     | Spagna (bandiera) | Inghilterra (bandiera) | Belgio (bandiera) | Portogallo (bandiera) |
| ----------- | ----------------- | ---------------------- | ----------------- | --------------------- |
| Spagna      |                   | 2 - 1                  | 3 - 2             | 7 - 1                 |
| Inghilterra | 1 - 0             |                        | 5 - 0             | 6 - 0                 |
| Belgio      | 1 - 5             | 3 - 2                  |                   | 0 - 1                 |
| Portogallo  | 2 - 4             | 1 - 1                  | 0 - 3             |                       |

### Gruppo 4
| Pos. | Squadra   | Pt | G | V | N | P | GF | GS | DR |
| ---- | --------- | -- | - | - | - | - | -- | -- | -- |
| 1    | Svezia    | 12 | 6 | 3 | 3 | 0 | 13 | 6  | +7 |
| 2    | Italia    | 10 | 6 | 3 | 1 | 2 | 11 | 7  | +4 |
| 3    | Danimarca | 9  | 6 | 3 | 0 | 3 | 8  | 13 | -5 |
| 4    | Galles    | 2  | 6 | 0 | 2 | 4 | 4  | 10 | -6 |

| Squadra   | Italia (bandiera) | Danimarca (bandiera) | Svezia (bandiera) | Galles (bandiera) |
| --------- | ----------------- | -------------------- | ----------------- | ----------------- |
| Italia    |                   | 1 - 3                | 0 - 0             | 1 - 0             |
| Danimarca | 0 - 3             |                      | 1 - 2             | 1 - 0             |
| Svezia    | 3 - 2             | 6 - 1                |                   | 1 - 1             |
| Galles    | 1 - 4             | 1 - 2                | 1 - 1             |                   |

Legenda:
      Qualificate alla fase finale.
      Qualificate al play-off A-B.
      Retrocesse in Lega B delle qualificazioni al campionato mondiale femminile di calcio 2027.

### Fase finale
Gli accoppiamenti sono stati sorteggiati il 6 giugno 2025.

#### Tabellone
|  | Semifinali | Semifinali | Semifinali | Semifinali | Semifinali |  |  | Finale          | Finale | Finale | Finale | Finale |  |
|  |            |            |            |            |            |  |  |                 |        |        |        |        |  |
|  | A1         | Germania   | Germania   | Germania   | Germania   |  |  |                 |        |        |        |        |  |
|  | A2         | Francia    | Francia    | Francia    | Francia    |  |  |                 |        |        |        |        |  |
|  | A3         | Spagna     | Spagna     | Spagna     | Spagna     |  |  |                 |        |        |        |        |  |
|  | A4         | Svezia     | Svezia     | Svezia     | Svezia     |  |  |                 |        |        |        |        |  |
|  |            |            |            |            |            |  |  |                 |        |        |        |        |  |
|  |            |            |            |            |            |  |  | Finale 3º posto |        |        |        |        |  |
|  |            |            |            |            |            |  |  |                 |        |        |        |        |  |
|  |            |            |            |            |            |  |  | .               |        |        |        |        |  |
|  |            |            |            |            |            |  |  | .               |        |        |        |        |  |

#### Semifinali

##### Andata
| 24 ottobre 2025 | Germania | – referto | Francia |  |

| 24 ottobre 2025 | Spagna | – referto | Svezia |  |

##### Ritorno
| 28 ottobre 2025 | Francia | – referto | Germania |  |

| 28 ottobre 2025 | Svezia | – referto | Spagna |  |

#### Finale 3º posto

##### Andata
| 28 novembre 2025 | non conosciuta | – | non conosciuta |  |

##### Ritorno
| 2 dicembre 2025 | non conosciuta | – | non conosciuta |  |

#### Finale

##### Andata
| 28 novembre 2025 | non conosciuta | – | non conosciuta |  |

##### Ritorno
| 2 dicembre 2025 | non conosciuta | – | non conosciuta |  |

## Lega B

### Gruppo 1
| Pos. | Squadra              | Pt | G | V | N | P | GF | GS | DR  |
| ---- | -------------------- | -- | - | - | - | - | -- | -- | --- |
| 1    | Polonia              | 16 | 6 | 5 | 1 | 0 | 16 | 2  | +14 |
| 2    | Irlanda del Nord     | 8  | 6 | 2 | 2 | 2 | 6  | 10 | -4  |
| 3    | Bosnia ed Erzegovina | 5  | 6 | 1 | 2 | 3 | 9  | 12 | -3  |
| 4    | Romania              | 4  | 6 | 1 | 1 | 4 | 3  | 10 | -7  |

| Squadra              | Polonia (bandiera) | Irlanda del Nord (bandiera) | Bosnia ed Erzegovina (bandiera) | Romania (bandiera) |
| -------------------- | ------------------ | --------------------------- | ------------------------------- | ------------------ |
| Polonia              |                    | 2 - 0                       | 5 - 1                           | 3 - 0              |
| Irlanda del Nord     | 0 - 4              |                             | 3 - 2                           | 1 - 0              |
| Bosnia ed Erzegovina | 1 - 1              | 1 - 1                       |                                 | 4 - 0              |
| Romania              | 0 - 1              | 1 - 1                       | 2 - 0                           |                    |

### Gruppo 2
| Pos. | Squadra  | Pt | G | V | N | P | GF | GS | DR  |
| ---- | -------- | -- | - | - | - | - | -- | -- | --- |
| 1    | Slovenia | 15 | 6 | 5 | 0 | 1 | 12 | 2  | +10 |
| 2    | Irlanda  | 15 | 6 | 5 | 0 | 1 | 10 | 6  | +4  |
| 3    | Turchia  | 6  | 6 | 2 | 0 | 4 | 3  | 7  | -4  |
| 4    | Grecia   | 0  | 6 | 0 | 0 | 6 | 2  | 12 | -10 |

| Squadra  | Irlanda (bandiera) | Turchia (bandiera) | Slovenia (bandiera) | Grecia (bandiera) |
| -------- | ------------------ | ------------------ | ------------------- | ----------------- |
| Irlanda  |                    | 1 - 0              | 1 - 0               | 2 - 1             |
| Turchia  | 1 - 2              |                    | 0 - 1               | 1 - 0             |
| Slovenia | 4 - 0              | 3 - 0              |                     | 2 - 0             |
| Grecia   | 0 - 4              | 0 - 1              | 1 - 2               |                   |

### Gruppo 3
| Pos. | Squadra     | Pt | G | V | N | P | GF | GS | DR |
| ---- | ----------- | -- | - | - | - | - | -- | -- | -- |
| 1    | Serbia      | 14 | 6 | 4 | 2 | 0 | 7  | 1  | +6 |
| 2    | Finlandia   | 11 | 6 | 3 | 2 | 1 | 8  | 2  | +6 |
| 3    | Ungheria    | 4  | 6 | 1 | 1 | 4 | 2  | 6  | -4 |
| 4    | Bielorussia | 3  | 6 | 0 | 3 | 3 | 0  | 8  | -8 |

| Squadra     | Finlandia (bandiera) | Serbia (bandiera) | Ungheria (bandiera) | Bielorussia (bandiera) |
| ----------- | -------------------- | ----------------- | ------------------- | ---------------------- |
| Finlandia   |                      | 1 - 1             | 3 - 0               | 0 - 0                  |
| Serbia      | 1 - 0                |                   | 1 - 0               | 0 - 0                  |
| Ungheria    | 0 - 1                | 0 - 1             |                     | 0 - 0                  |
| Bielorussia | 0 - 3                | 0 - 3             | 0 - 2               |                        |

### Gruppo 4
| Pos. | Squadra   | Pt | G | V | N | P | GF | GS | DR  |
| ---- | --------- | -- | - | - | - | - | -- | -- | --- |
| 1    | Ucraina   | 13 | 6 | 4 | 1 | 1 | 8  | 6  | +2  |
| 2    | Rep. Ceca | 13 | 6 | 4 | 1 | 1 | 17 | 4  | +13 |
| 3    | Albania   | 6  | 6 | 2 | 0 | 4 | 10 | 12 | -2  |
| 4    | Croazia   | 3  | 6 | 1 | 0 | 5 | 4  | 17 | -13 |

| Squadra   | Rep. Ceca (bandiera) | Ucraina (bandiera) | Croazia (bandiera) | Albania (bandiera) |
| --------- | -------------------- | ------------------ | ------------------ | ------------------ |
| Rep. Ceca |                      | 1 - 1              | 5 - 0              | 5 - 1              |
| Ucraina   | 1 - 0                |                    | 2 - 1              | 2 - 1              |
| Croazia   | 0 - 4                | 2 - 0              |                    | 1 - 2              |
| Albania   | 1 - 2                | 1 - 2              | 4 - 0              |                    |

Legenda:
      Promosse in Lega A delle qualificazioni al campionato mondiale femminile di calcio 2027.
      Qualificate al play-off A-B.
      Qualificate al play-off B-C.
      Retrocesse in Lega C delle qualificazioni al campionato mondiale femminile di calcio 2027.

### Raffronto tra le terze classificate
| Pos | Gr | Squadra              | Pt | G | V | N | P | GF | GS | DR |
| --- | -- | -------------------- | -- | - | - | - | - | -- | -- | -- |
| 1   | B4 | Albania              | 6  | 6 | 2 | 0 | 4 | 10 | 12 | -2 |
| 2   | B2 | Turchia              | 6  | 6 | 2 | 0 | 4 | 3  | 7  | -4 |
| 3   | B1 | Bosnia ed Erzegovina | 5  | 6 | 1 | 2 | 3 | 9  | 12 | -3 |
| 4   | B3 | Ungheria             | 4  | 6 | 1 | 1 | 4 | 2  | 6  | -4 |

## Lega C

### Gruppo 1
| Pos. | Squadra    | Pt | G | V | N | P | GF | GS | DR  |
| ---- | ---------- | -- | - | - | - | - | -- | -- | --- |
| 1    | Slovacchia | 18 | 6 | 6 | 0 | 0 | 27 | 1  | +26 |
| 2    | Fær Øer    | 10 | 6 | 3 | 1 | 2 | 10 | 6  | +4  |
| 3    | Moldavia   | 7  | 6 | 2 | 1 | 3 | 6  | 6  | 0   |
| 4    | Gibilterra | 0  | 6 | 0 | 0 | 6 | 0  | 30 | -30 |

| Squadra    | Slovacchia (bandiera) | Fær Øer (bandiera) | Moldavia (bandiera) | Gibilterra (bandiera) |
| ---------- | --------------------- | ------------------ | ------------------- | --------------------- |
| Slovacchia |                       | 3 - 0              | 1 - 0               | 11 - 0                |
| Fær Øer    | 1 - 2                 |                    | 2 - 0               | 5 - 0                 |
| Moldavia   | 0 - 2                 | 1 - 1              |                     | 1 - 0                 |
| Gibilterra | 0 - 8                 | 0 - 1              | 0 - 4               |                       |

### Gruppo 2
| Pos. | Squadra | Pt | G | V | N | P | GF | GS | DR |
| ---- | ------- | -- | - | - | - | - | -- | -- | -- |
| 1    | Malta   | 13 | 6 | 4 | 1 | 1 | 8  | 5  | +3 |
| 2    | Cipro   | 10 | 6 | 3 | 1 | 2 | 9  | 8  | +1 |
| 3    | Georgia | 6  | 6 | 2 | 0 | 4 | 9  | 11 | -2 |
| 4    | Andorra | 5  | 6 | 1 | 2 | 3 | 6  | 8  | -2 |

| Squadra | Malta (bandiera) | Georgia (bandiera) | Cipro (bandiera) | Andorra (bandiera) |
| ------- | ---------------- | ------------------ | ---------------- | ------------------ |
| Malta   |                  | 2 - 1              | 1 - 0            | 1 - 0              |
| Georgia | 2 - 3            |                    | 1 - 2            | 2 - 1              |
| Cipro   | 2 - 1            | 2 - 1              |                  | 2 - 2              |
| Andorra | 0 - 0            | 1 - 2              | 2 - 1            |                    |

### Gruppo 3
| Pos. | Squadra       | Pt | G | V | N | P | GF | GS | DR  |
| ---- | ------------- | -- | - | - | - | - | -- | -- | --- |
| 1    | Lussemburgo   | 16 | 6 | 5 | 1 | 0 | 20 | 6  | +14 |
| 2    | Kazakistan    | 10 | 6 | 3 | 1 | 2 | 14 | 9  | +5  |
| 3    | Armenia       | 7  | 6 | 2 | 1 | 3 | 13 | 11 | +2  |
| 4    | Liechtenstein | 1  | 6 | 0 | 1 | 5 | 5  | 26 | -21 |

| Squadra       | Lussemburgo (bandiera) | Armenia (bandiera) | Kazakistan (bandiera) | Liechtenstein (bandiera) |
| ------------- | ---------------------- | ------------------ | --------------------- | ------------------------ |
| Lussemburgo   |                        | 2 - 0              | 2 - 2                 | 7 - 0                    |
| Armenia       | 1 - 3                  |                    | 2 - 0                 | 6 - 1                    |
| Kazakistan    | 1 - 3                  | 3 - 2              |                       | 4 - 0                    |
| Liechtenstein | 2 - 3                  | 2 - 2              | 0 - 4                 |                          |

### Gruppo 4
| Pos. | Squadra     | Pt | G | V | N | P | GF | GS | DR |
| ---- | ----------- | -- | - | - | - | - | -- | -- | -- |
| 1    | Montenegro  | 8  | 4 | 2 | 2 | 0 | 5  | 2  | +3 |
| 2    | Azerbaigian | 5  | 4 | 1 | 2 | 1 | 3  | 6  | -3 |
| 3    | Lituania    | 3  | 4 | 1 | 0 | 3 | 6  | 6  | 0  |

| Squadra     | Azerbaigian (bandiera) | Montenegro (bandiera) | Lituania (bandiera) |
| ----------- | ---------------------- | --------------------- | ------------------- |
| Azerbaigian |                        | 0 - 0                 | 0 - 5               |
| Montenegro  | 1 - 1                  |                       | 3 - 1               |
| Lituania    | 0 - 2                  | 0 - 1                 |                     |

### Gruppo 5
| Pos. | Squadra  | Pt | G | V | N | P | GF | GS | DR |
| ---- | -------- | -- | - | - | - | - | -- | -- | -- |
| 1    | Israele  | 10 | 4 | 3 | 1 | 0 | 12 | 5  | +7 |
| 2    | Estonia  | 4  | 4 | 1 | 1 | 2 | 2  | 6  | -4 |
| 3    | Bulgaria | 2  | 4 | 0 | 2 | 2 | 4  | 7  | -3 |

| Squadra  | Israele (bandiera) | Bulgaria (bandiera) | Estonia (bandiera) |
| -------- | ------------------ | ------------------- | ------------------ |
| Israele  |                    | 3 - 3               | 3 - 1              |
| Bulgaria | 1 - 3              |                     | 0 - 1              |
| Estonia  | 0 - 3              | 0 - 0               |                    |

### Gruppo 6
| Pos. | Squadra            | Pt | G | V | N | P | GF | GS | DR |
| ---- | ------------------ | -- | - | - | - | - | -- | -- | -- |
| 1    | Lettonia           | 8  | 4 | 2 | 2 | 0 | 6  | 4  | +2 |
| 2    | Kosovo             | 7  | 4 | 2 | 1 | 1 | 9  | 3  | +6 |
| 3    | Macedonia del Nord | 1  | 4 | 0 | 1 | 3 | 2  | 10 | -8 |

| Squadra            | Kosovo (bandiera) | Lettonia (bandiera) | Macedonia del Nord (bandiera) |
| ------------------ | ----------------- | ------------------- | ----------------------------- |
| Kosovo             |                   | 0 - 1               | 3 - 0                         |
| Lettonia           | 2 - 2             |                     | 1 - 1                         |
| Macedonia del Nord | 0 - 4             | 1 - 2               |                               |

Legenda:
      Promosse in Lega B delle qualificazioni al campionato mondiale femminile di calcio 2027.
      Qualificate al play-off B-C.

### Raffronto tra le seconde classificate
| Pos | Gr | Squadra     | Pt | G | V | N | P | GF | GS | DR |
| --- | -- | ----------- | -- | - | - | - | - | -- | -- | -- |
| 1   | C2 | Cipro       | 9  | 4 | 3 | 0 | 1 | 6  | 4  | +2 |
| 2   | C6 | Kosovo      | 7  | 4 | 2 | 1 | 1 | 9  | 3  | +6 |
| 3   | C4 | Azerbaigian | 5  | 4 | 1 | 2 | 1 | 3  | 6  | -3 |
| 4   | C1 | Fær Øer     | 4  | 4 | 1 | 1 | 2 | 4  | 6  | -2 |
| 4   | C3 | Kazakistan  | 4  | 4 | 1 | 1 | 2 | 6  | 9  | -3 |
| 6   | C5 | Estonia     | 4  | 4 | 1 | 1 | 2 | 2  | 6  | -4 |

## Spareggi

### Play-off A-B
| Squadra 1        | Totale | Squadra 2 | Andata | Ritorno |
| ---------------- | ------ | --------- | ------ | ------- |
| Irlanda del Nord | -      | Islanda   | -      | -       |
| Finlandia        | -      | Danimarca | -      | -       |
| Irlanda          | -      | Belgio    | -      | -       |
| Rep. Ceca        | -      | Austria   | -      | -       |

### Play-off B-C
| Squadra 1 | Totale | Squadra 2 | Andata | Ritorno |
| --------- | ------ | --------- | ------ | ------- |
| Cipro     | -      | Albania   | -      | -       |
| Kosovo    | -      | Turchia   | -      | -       |

## Classifica finale
Aggiornata al 3 giugno 2025.

### Lega A
|         | Pos. | Squadra     | Pos. gruppo | Pt | G | V | N | P | GF | GS | DR  |
| ------- | ---- | ----------- | ----------- | -- | - | - | - | - | -- | -- | --- |
| Oro     | 1.   | Francia     | 1-A2        | 18 | 6 | 6 | 0 | 0 | 14 | 2  | +12 |
| Argento | 2.   | Germania    | 1-A1        | 16 | 6 | 5 | 1 | 0 | 26 | 4  | +22 |
| Bronzo  | 3.   | Spagna      | 1-A3        | 15 | 6 | 5 | 0 | 1 | 21 | 8  | +13 |
|         | 4.   | Svezia      | 1-A4        | 12 | 6 | 3 | 3 | 0 | 13 | 6  | +7  |
|         | 5.   | Paesi Bassi | 2-A1        | 11 | 6 | 3 | 2 | 1 | 11 | 10 | +1  |
|         | 6.   | Inghilterra | 2-A3        | 10 | 6 | 3 | 1 | 2 | 16 | 6  | +10 |
|         | 7.   | Italia      | 2-A4        | 10 | 6 | 3 | 1 | 2 | 11 | 7  | +4  |
|         | 8.   | Norvegia    | 2-A2        | 8  | 6 | 2 | 2 | 2 | 4  | 5  | -1  |
|         | 9.   | Danimarca   | 3-A4        | 9  | 6 | 3 | 0 | 3 | 8  | 13 | -5  |
|         | 10.  | Belgio      | 3-A3        | 6  | 6 | 2 | 2 | 2 | 9  | 16 | -7  |
|         | 11.  | Austria     | 3-A1        | 6  | 6 | 2 | 0 | 4 | 5  | 16 | -11 |
|         | 12.  | Islanda     | 3-A2        | 4  | 6 | 0 | 4 | 2 | 6  | 9  | -3  |
|         | 13.  | Portogallo  | 4-A3        | 4  | 6 | 1 | 1 | 4 | 5  | 21 | -16 |
|         | 14.  | Galles      | 4-A4        | 2  | 6 | 0 | 2 | 4 | 4  | 10 | -6  |
|         | 15.  | Svizzera    | 4-A2        | 2  | 6 | 0 | 2 | 4 | 4  | 12 | -8  |
|         | 16.  | Scozia      | 4-A1        | 1  | 6 | 0 | 1 | 5 | 3  | 15 | -12 |

Legenda:
      Ammesse alla fase finale.
  Ammesse ai play-off A-B.
      Retrocesse in Lega B.

### Lega B
|  | Pos. | Squadra              | Pos. gruppo | Pt | G | V | N | P | GF | GS | DR  |
|  | ---- | -------------------- | ----------- | -- | - | - | - | - | -- | -- | --- |
|  | 17.  | Polonia              | 1-B1        | 16 | 6 | 5 | 1 | 0 | 16 | 2  | +14 |
|  | 18.  | Slovenia             | 1-B2        | 15 | 6 | 5 | 0 | 1 | 12 | 2  | +10 |
|  | 19.  | Serbia               | 1-B3        | 14 | 6 | 4 | 2 | 0 | 7  | 1  | +6  |
|  | 20.  | Ucraina              | 1-B4        | 13 | 6 | 4 | 1 | 1 | 8  | 6  | +2  |
|  | 21.  | Irlanda              | 2-B2        | 15 | 6 | 5 | 0 | 1 | 10 | 6  | +4  |
|  | 22.  | Rep. Ceca            | 2-B4        | 13 | 6 | 4 | 1 | 1 | 17 | 4  | +13 |
|  | 23.  | Finlandia            | 2-B3        | 11 | 6 | 3 | 2 | 1 | 8  | 2  | +6  |
|  | 24.  | Irlanda del Nord     | 2-B1        | 8  | 6 | 2 | 2 | 2 | 6  | 10 | -4  |
|  | 25.  | Albania              | 3-B4        | 6  | 6 | 2 | 0 | 4 | 10 | 12 | -2  |
|  | 26.  | Turchia              | 3-B2        | 6  | 6 | 2 | 0 | 4 | 3  | 7  | -4  |
|  | 27.  | Bosnia ed Erzegovina | 3-B1        | 5  | 6 | 1 | 2 | 3 | 9  | 12 | -3  |
|  | 28.  | Ungheria             | 3-B3        | 4  | 6 | 1 | 1 | 4 | 2  | 6  | -4  |
|  | 29.  | Romania              | 4-B1        | 4  | 6 | 1 | 1 | 4 | 3  | 10 | -7  |
|  | 30.  | Bielorussia          | 4-B3        | 3  | 6 | 0 | 3 | 3 | 0  | 8  | -8  |
|  | 31.  | Croazia              | 4-B4        | 3  | 6 | 1 | 0 | 5 | 4  | 17 | -13 |
|  | 32.  | Grecia               | 4-B2        | 0  | 6 | 0 | 0 | 6 | 2  | 12 | -10 |

Legenda:
      Promosse in Lega A.
  Ammesse ai play-off A-B.
  Ammesse ai play-off B-C.
      Retrocesse in Lega C.

### Lega C
|  | Pos. | Squadra            | Pos. gruppo | Pt | G | V | N | P | GF | GS | DR  |
|  | ---- | ------------------ | ----------- | -- | - | - | - | - | -- | -- | --- |
|  | 33.  | Slovacchia         | 1-C1        | 12 | 4 | 4 | 0 | 0 | 8  | 1  | +7  |
|  | 34.  | Islanda            | 1-C5        | 10 | 4 | 3 | 1 | 0 | 12 | 5  | +7  |
|  | 35.  | Lussemburgo        | 1-C3        | 10 | 4 | 3 | 1 | 0 | 10 | 4  | +6  |
|  | 36.  | Malta              | 1-C2        | 9  | 4 | 3 | 0 | 1 | 7  | 5  | +2  |
|  | 37.  | Montenegro         | 1-C4        | 8  | 4 | 2 | 2 | 0 | 5  | 2  | +3  |
|  | 38.  | Lettonia           | 1-C6        | 8  | 4 | 2 | 2 | 0 | 6  | 4  | +2  |
|  | 39.  | Cipro              | 2-C2        | 9  | 4 | 3 | 0 | 1 | 6  | 4  | +2  |
|  | 40.  | Kosovo             | 2-C6        | 7  | 4 | 2 | 1 | 1 | 9  | 3  | +6  |
|  | 41.  | Azerbaigian        | 2-C4        | 5  | 4 | 1 | 2 | 1 | 3  | 6  | -3  |
|  | 42.  | Fær Øer            | 2-C1        | 4  | 4 | 1 | 1 | 2 | 4  | 6  | -2  |
|  | 43.  | Kazakistan         | 2-C2        | 4  | 4 | 1 | 1 | 2 | 6  | 9  | -3  |
|  | 44.  | Estonia            | 2-C5        | 4  | 4 | 1 | 1 | 2 | 2  | 6  | -4  |
|  | 45.  | Lituania           | 3-C4        | 3  | 4 | 1 | 0 | 3 | 6  | 6  | 0   |
|  | 46.  | Armenia            | 3-C3        | 3  | 4 | 1 | 0 | 3 | 5  | 8  | -3  |
|  | 47.  | Bulgaria           | 3-C5        | 2  | 4 | 0 | 2 | 2 | 4  | 7  | -3  |
|  | 48.  | Moldavia           | 3-C1        | 1  | 4 | 0 | 1 | 3 | 1  | 6  | -5  |
|  | 49.  | Macedonia del Nord | 3-C6        | 1  | 4 | 0 | 1 | 3 | 2  | 10 | -8  |
|  | 50.  | Georgia            | 3-C2        | 0  | 4 | 0 | 0 | 4 | 5  | 9  | -4  |
|  | 51.  | Andorra            | 4-C2        | 5  | 6 | 1 | 2 | 3 | 6  | 8  | -2  |
|  | 52.  | Liechtenstein      | 4-C3        | 1  | 6 | 0 | 1 | 5 | 5  | 26 | -21 |
|  | 53.  | Gibilterra         | 4-C1        | 0  | 6 | 0 | 0 | 6 | 0  | 30 | -30 |

Legenda:
      Promosse in Lega B.
  Ammesse ai play-off B-C.
Nota:
Le partite contro le quarte classificata dei gruppi C1, C2 e C3 sono scartate in modo da poter confrontare le squadre prime, seconde e terze.

## Classifica marcatrici
Aggiornata al 3 giugno 2025.
| Reti | Giocatrice                   |
| ---- | ---------------------------- |
| 5    | Tessa Wullaert               |
| 5    | Sandy Baltimore              |
| 5    | Lea Schüller                 |
| 4    | Selina Cerci                 |
| 4    | Aggie Beever-Jones           |
| 4    | Karólína Lea Vilhjálmsdóttir |
| 4    | Esther González              |
| 4    | Claudia Pina                 |
| 3    | Laura Freigang               |
| 3    | Giovanna Hoffmann            |
| 3    | Cristiana Girelli            |
| 3    | Lineth Beerensteyn           |
| 3    | Filippa Angeldahl            |
| 3    | Stina Blackstenius           |
| 2    | 19 giocatrici                |
| 1    | 66 giocatrici                |

| Reti | Giocatrice         |
| ---- | ------------------ |
| 5    | Fortesa Berisha    |
| 5    | Zara Kramžar       |
| 4    | Sofija Krajšumović |
| 4    | Kateřina Svitková  |
| 4    | Lara Prašnikar     |
| 3    | Linda Sällström    |
| 3    | Simone Magill      |
| 3    | Adriana Achcińska  |
| 3    | Ewa Pajor          |
| 3    | Paulina Tomasiak   |
| 3    | Eva Bartoňová      |
| 3    | Michaela Khýrová   |
| 3    | Andrea Stašková    |
| 3    | Nina Matejić       |
| 3    | Ol'ha Ovdijčuk     |
| 2    | Megi Doçi          |
| 2    | Marija Milinković  |
| 2    | Sanni Franssi      |
| 2    | Veatriki Sarri     |
| 2    | Amber Barrett      |
| 2    | Kyra Carusa        |
| 2    | Ewelina Kamczyk    |
| 2    | Kader Hançar       |
| 1    | 43 giocatrici      |

| Reti | Giocatrice        |
| ---- | ----------------- |
| 6    | Amy Thompson      |
| 6    | Tamara Morávková  |
| 5    | Nikola Rybanská   |
| 5    | Antri Violari     |
| 4    | Teresa Morató     |
| 4    | Ásla Johannesen   |
| 4    | Kaltrina Biqkaj   |
| 4    | Patrícia Hmírová  |
| 3    | Lara Kazandjian   |
| 3    | Nadine Davtyan    |
| 3    | Heidi Sevdal      |
| 3    | Talia Sommer      |
| 3    | Karina Berikova   |
| 3    | Amina Bibossynova |
| 3    | Karlīna Miksone   |
| 3    | Caroline Jorge    |
| 3    | Laura Miller      |
| 3    | Haley Bugeja      |
| 3    | Armisa Kuč        |
| 3    | Klaudia Fabová    |
| 2    | 22 giocatrici     |
| 1    | 57 giocatrici     |